# Södermanlands runinskrifter 98

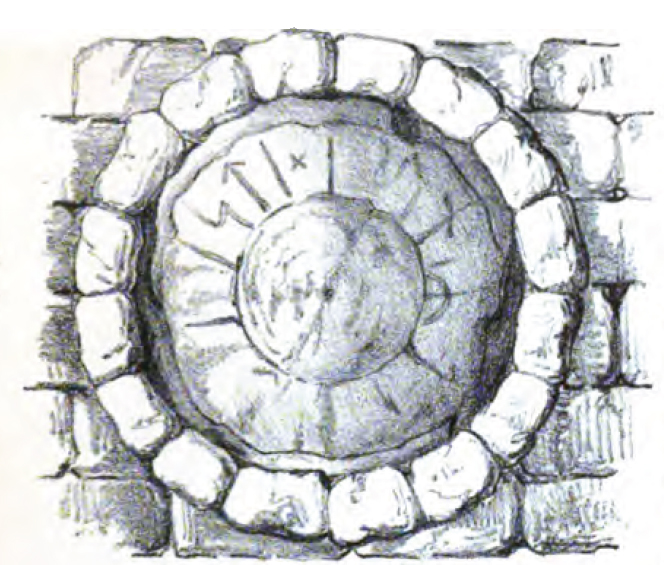
Limpan i Jäders kyrka, teckning av Richard Dybeck 1855

Runinskrift Sö 98 är en runsten inmurad i Jäders kyrka, Jäders socken i Eskilstuna kommun. Den går mest under benämningen "Limpan" eftersom den liknar en rund, bullig brödkaka. 
Limpan sitter inmurad cirka 2,7 meter ovanför marken i kyrkans södra yttervägg och i hörnet mot vapenhuset. Lite nedanför åt vänster finns ytterligare en sten, Sö 100. Den saknar runor men har en uthuggen ornamentik i relief. 
Båda stenarna, som sitter i en vacker gråstensmur, har förmodligen blivit inmurade i dekorativt syfte. Limpan har antagligen varit ett gravklot som legat ovanpå en gravhög innan den hamnade i kyrkan. Delar av dess korta inskrift har vittrat bort och vad som nu återstår följer nedan.

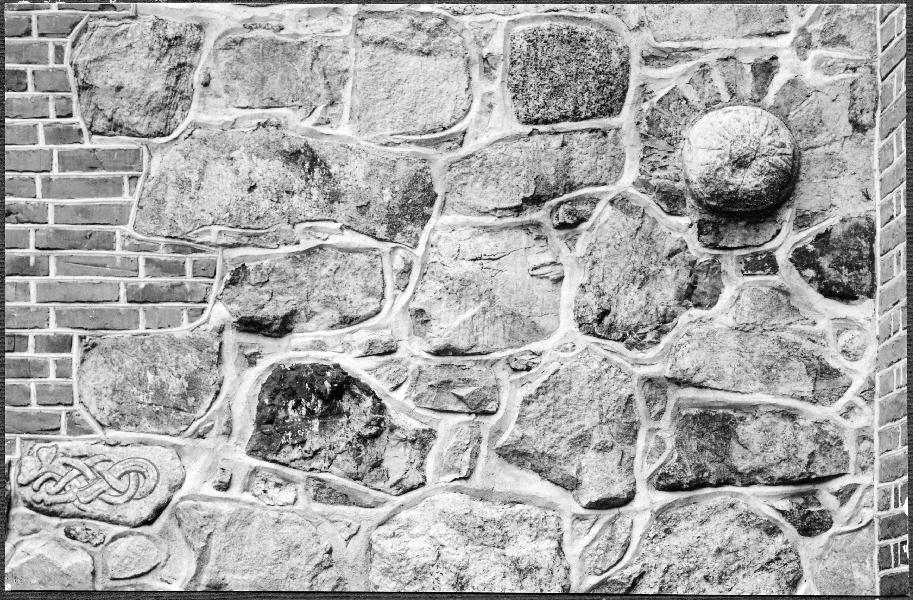
Sö 100 nere till vänster och Sö 98 uppe till höger.

## Inskrift
Nusvenska: ...ristade run(or) efter...